# Lực lượng đặc biệt

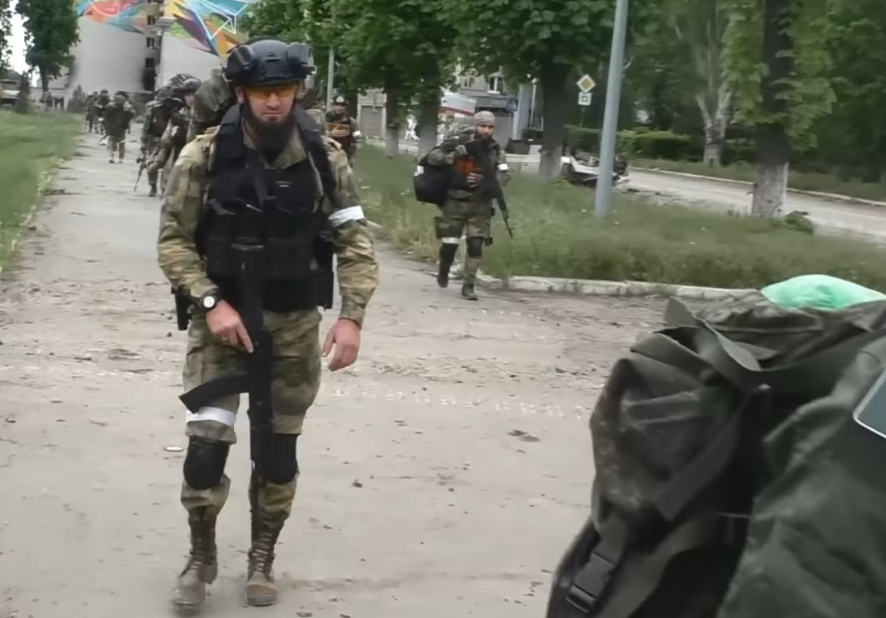
Lực lượng Chechen (Đặc nhiệm Akhmat) tại chiến trường Ukraina năm 2022

Lực lượng đặc biệt là các đơn vị quân sự chiến thuật tinh nhuệ được huấn luyện đặc biệt để thực hiện nhiệm vụ có độ nguy hiểm mà những đơn vị thông thường không thực hiện được.

## Năng lực
Những năng lực chủ yếu của các đơn vị lực lượng đặc biệt:
- Trinh sát sâu trong hậu cứ đối phương;
- Huấn luyện và hỗ trợ phát triển các đơn vị vũ trang khác;
- Biệt kích;
- Hoạt động chuẩn bị chiến trường;
- Hỗ trợ các hoạt động nổi dậy trong vùng kiểm soát của đối phương;
- Hỗ trợ hoạt động chống khủng bố;
- Làm gián đoạn các tuyến hậu cần sâu trong hậu cứ đối phương.

Do những nhiệm vụ trên, các binh sĩ của lực lượng đặc biệt đều đòi hỏi cao về thể chất, tinh thần, sự can đảm và kỹ năng hoạt động riêng lẻ hoặc theo nhóm nhỏ, thường trong sự cô lập và trong một môi trường thù địch. Do tính chất này, các đơn vị thuộc lực lượng đặc biệt là những tài sản có giá trị cao, chỉ sử dụng hạn chế cho các nhiệm vụ chiến lược, đòi hỏi đạt hiệu quả cao hơn rất nhiều so với quy mô của đơn vị đó.

## Lịch sử hình thành
Ngay từ thời xa xưa, lực lượng đặc biệt đã đóng một vai trò quan trọng trong lịch sử chiến tranh của nhân loại. Khác với các đơn vị quân sự còn lại, lực lượng đặc biệt thường được sử dụng vào các mục đích khiêu khích đối phương và phá hoại hậu cần. Một vai trò quan trọng của lực lượng đặc biệt là nhiệm vụ trinh sát, cung cấp thông tin tình báo, phá hoại hạ tầng và khủng bố nhân sự của đối phương.
Tại phương Đông cổ đại, Binh pháp Tôn Tử đã ghi chép những phương cách sử dụng lực lượng đặc biệt trong nghệ thuật chiến tranh Trung Quốc. Tại phương Tây, danh tướng Hamilcar Barca cũng đã biết sử dụng những đội quân được huấn luyện đặc biệt để sử dụng cho những nhu cầu giao chiến. Hải quân La Mã từng có những biệt đội tàu nhỏ, chạy nhanh, với thủy thủ đoàn làm nhiệm vụ trinh sát. Tương tự, người Hồi giáo cũng có một số đơn vị hải quân hoạt động đặc biệt, sử dụng tàu ngụy trang để thu thập thông tin tình báo và làm nhiệm vụ tấn công thăm dò, hoặc phát hiện và công kích các kỳ hạm của lực lượng Thập tự chinh để tiêu diệt đầu não chỉ huy của đối phương.
Tuy nhiên, nghệ thuật sử dụng lực lượng đặc biệt trước thế kỷ 20 đạt đỉnh cao nhất là ở Nhật Bản. Thời phong kiến, nhiều gia tộc đã sử dụng lực lượng đánh thuê Ninja trong nhiều nhiệm vụ khác nhau, từ trinh sát, do thám, gián điệp, thu thập thông tin tình báo, phá hoại, ám sát, đến tác chiến chiến trường. Nghệ thuật sử dụng ninja đã rất phát triển trong hình thái chiến tranh du kích và phi quy ước, phát triển đến mức sử dụng nhiều loại vũ khí và công cụ hỗ trợ có công nghệ tiên tiến nhất thời bấy giờ như vũ khí - vật liệu nổ, chất độc, giày tuyết, leo núi và các công cụ leo tường, dụng vụ di chuyển trên mặt nước và dưới nước... Kỹ năng và chiến thuật của các ninja cũng phát triển đặt đỉnh cao như ngụy trang, tận dụng khí tượng, địa lý, tâm lý chiến... tại thời điểm đó.
Châu Âu thế kỷ 19 đã ghi nhận những đơn vị súng trường và công binh trong đội quân của Napoleon với tư cách binh chủng đặc biệt. Trước đó, người Đức nổi tiếng với sự can đảm và tinh nhuệ của những đơn vị lính ném lực đạn lừng danh. Nhưng phải đến cuộc Chiến tranh Boer lần thứ hai, người Anh mới hình thành nhiều đơn vị đặc biệt làm nhiệm vụ trinh sát và thiện xạ.

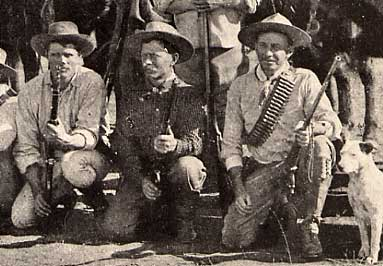
Lính trinh sát người Anh tại Nam Phi (1893): Frederick Russell Burnham (giữa); Maurice Gifford (phải)

## Chiến tranh thế giới thứ hai
Là một cuộc chiến tổng lực, Chiến tranh thế giới thứ hai cũng đánh dấu việc ra đời của các đơn vị cũng như chiến thuật tác chiến của các lực lượng đặc biệt. Nhiều đơn vị trong số đó, dù có quy mô rất nhỏ nhưng đã có những dấu ấn quan trọng đến bước ngoặt của cuộc chiến.